# Fredrik Nyberg
Mats Fredrik Nyberg (Sundsvall, 23 marzo 1969) è un ex sciatore alpino svedese.
Attivo soprattutto in supergigante e slalom gigante, vinse sette gare di Coppa del Mondo in queste specialità.

## Biografia

### Stagioni 1987-1995
Nyberg, originario di Åre, debuttò in campo internazionale in occasione dei Mondiali juniores di Hemsedal/Sälen 1987; in Coppa del Mondo ottenne il suo primo piazzamento di rilievo il 22 dicembre 1988 a Sankt Anton am Arlberg (10º in combinata) e la prima vittoria, nonché primo podio, il 3 marzo 1990 a Veysonnaz in slalom gigante.
Ai XVI Giochi olimpici invernali di Albertville 1992, suo esordio olimpico, fu 11º nel supergigante e 8º nello slalom gigante; al debutto iridato, Morioka 1993, Nyberg si classificò 14º nello slalom gigante. Nella successiva stagione 1993-1994 ottenne due vittorie in Coppa del Mondo, tra le quali quella nel classico slalom gigante della Podkoren di Kranjska Gora, e prese parte ai XVII Giochi olimpici invernali di Lillehammer 1994, dove fu 32º nella discesa libera, 25º nel supergigante, 18º nello slalom gigante e 8º nella combinata.

### Stagioni 1996-2002
Ai Mondiali della Sierra Nevada 1996 si classificò 12º nel supergigante e 7º nello slalom gigante; l'anno dopo, nella rassegna iridata di Sestriere, fu 33º nel supergigante, 10º nello slalom gigante e 12º nella combinata. Prese poi parte ai XVIII Giochi olimpici invernali di Nagano 1998, classificandosi 10º sia nel supergigante, sia nello slalom gigante.
Ai Mondiali di Vail/Beaver Creek 1999 fu 18º nella discesa libera, 12º nel supergigante e 4º nello slalom gigante; in Coppa del Mondo nella stagione successiva vinse il prestigioso supergigante della Birds of Prey di Beaver Creek e in quella 2001-2002 bissò il successo nello slalom gigante di Kranjska Gora, sua ultima vittoria nel circuito. Ai XIX Giochi olimpici invernali di Salt Lake City 2002 si piazzò 7º nella discesa libera, 13º nello slalom gigante e non completò il supergigante.

### Stagioni 2003-2008
Ai Mondiali di Sankt Moritz 2003 si classificò 23º nel supergigante e 12º nello slalom gigante; due anni dopo, nella rassegna iridata di Bormio/Santa Caterina Valfurva (sua ultima presenza iridata), fu 9º nello slalom gigante. Prese poi parte ai suoi ultimi Giochi olimpici, Torino 2006, classificandosi 5º nello slalom gigante.
Si congedò dalla Coppa del Mondo salendo per l'ultima volta sul podio, il 17 marzo 2006 a Åre (3ª in slalom gigante). Inizialmente intenzionato a terminare la sua carriera dopo la stagione 2006-2007, a causa di una caduta durante un allenamento in Austria il 10 novembre 2006, e quindi di un grave infortunio al ginocchio, decise di ritirarsi dall'attività agonistica all'età di 37 anni. Nel 2008, tuttavia, prese ancora parte allo slalom gigante dei Campionati svedesi, senza concluderlo; è padre di Lisa e Sophie, a loro volta sciatrici alpine.

## Palmarès

### Coppa del Mondo
- Miglior piazzamento in classifica generale: 7º nel 1996
- 24 podi:
  - 7 vittorie (1 in supergigante, 6 in slalom gigante)
  - 6 secondi posti
  - 11 terzi posti

#### Coppa del Mondo - vittorie
| Data             | Località          | Paese         | Specialità |
| ---------------- | ----------------- | ------------- | ---------- |
| 3 marzo 1990     | Veysonnaz         | Svizzera      | GS         |
| 9 agosto 1990    | Mount Hutt        | Nuova Zelanda | GS         |
| 8 gennaio 1994   | Kranjska Gora     | Slovenia      | GS         |
| 6 marzo 1994     | Aspen             | Stati Uniti   | GS         |
| 30 novembre 1996 | Breckenridge      | Stati Uniti   | GS         |
| 3 dicembre 2000  | Vail/Beaver Creek | Stati Uniti   | SG         |
| 20 dicembre 2001 | Kranjska Gora     | Slovenia      | GS         |

Legenda:

SG = supergigante

GS = slalom gigante

### Coppa Europa
- Miglior piazzamento in classifica generale: 8º nel 1993
- 5 podi (dati parziali fino alla stagione 1993-1994):
  - 3 vittorie
  - 1 secondo posto
  - 1 terzo posto

#### Coppa Europa - vittorie
| Data             | Località             | Paese    | Specialità |
| ---------------- | -------------------- | -------- | ---------- |
| 17 dicembre 1992 | Madonna di Campiglio | Italia   | GS         |
| 16 gennaio 1997  | Adelboden            | Svizzera | GS         |
| 31 gennaio 2004  | Sankt Moritz         | Svizzera | GS         |

Legenda:

GS = slalom gigante

### Nor-Am Cup
- Miglior piazzamento in classifica generale: 60º nel 2004
- 4 podi (dati parziali, dalla stagione 1994-1995):
  - 1 vittoria
  - 2 terzi posti

#### Nor-Am Cup - vittorie
| Data         | Località | Paese       | Specialità |
| ------------ | -------- | ----------- | ---------- |
| 2 marzo 1995 | Vail     | Stati Uniti | GS         |

Legenda:

GS = slalom gigante

### Australia New Zealand Cup
- Miglior piazzamento in classifica generale: 18º nel 2007
- 1 podio (dati parziali, dalla stagione 1994-1995):
  - 1 vittoria

#### Australia New Zealand Cup - vittorie
| Data           | Località     | Paese         | Specialità |
| -------------- | ------------ | ------------- | ---------- |
| 28 agosto 2006 | Coronet Peak | Nuova Zelanda | GS         |

Legenda:

GS = slalom gigante

### Campionati svedesi
- 17 medaglie (dati parziali fino al 2004):
  - 14 ori (slalom gigante nel 1991; slalom gigante nel 1994; slalom speciale nel 1995; slalom gigante nel 1996; supergigante, slalom gigante nel 1997; slalom gigante, combinata nel 1998; slalom gigante nel 1999; combinata nel 2000; slalom gigante nel 2002; slalom gigante nel 2003; supergigante, slalom gigante nel 2006)[3]
  - 3 argenti (slalom gigante nel 1995; slalom gigante nel 2000; discesa libera nel 2006)[4]